# 크리니크
크리니크(Clinique)은 미국의 스킨 케어, 화장품, 세면 용품, 향수 회사로 주로 하이엔드 백화점에서 상품을 판매한다. 에스티 로더의 자회사이다.

## 역사
1967년 미국판 보그에는 뷰티 에디터 캐럴 필립스와 피부과 전문의 노먼 오렌트리치가 쓴 ‘완벽한 피부는 만들어질 수 있는가’라는 제목의 스킨 케어의 중요성에 대해 다룬 기사가 실렸다. 에스티 로더의 며느리인 에블린 로더는 이 기사를 읽고, 에스티에게 소개했다. 캐럴 필립스와 오렌트리치는 브랜드 창립 멤버로 채용되었고, 1968년 8월 최초로 알러지 테스트를 한, 피부과 전문의가 제작에 참여한 크리니크 제품이 삭스 피프스 에비뉴에서 공개됐다.
에스티 로더 기업의 임원이며 로더 가의 일원인 에블린 로더가 크리니크의 브랜드 이름을 정하고 상품을 개발했다. 또한 에블린은 크리니크의 트레이닝 디렉터 직도 맡았다. 그녀는 현재 전 세계의 크리니크 컨설턴트가 착용하는 트레이드 마크인 하얀 실험실 가운을 처음으로 입은 사람이다.
크리니크는 에스티 로더 그룹이 에스티 로더와 아라미스에 이어 세 번째로 “탄생시킨” 브랜드였다.
2008년 크리니크는 보톡스 생산업체이며 엘리자베스 아덴의 이전 코스메슈티컬 협력업체인인 앨러간과의 파트너십을 발표하고 크리니크 메디컬이라는 이름의 새 라인을 출시했다. 이 상품 라인은 병원에서만 구입할 수 있다. 다섯 제품으로 구성된 세트 상품은 스킨케어 전후에 사용할 수 있으며 “치료 과정을 느려지게 하는” 증상들 중 홍조, 당김, 화끈거림, 가려움, 착색 등의 문제를 해결해주는 제품을 담고있다.